# Nino Stresa
Nino Stresa, pseudonimo di Sigfrido Tomba (... – Roma, 20 marzo 1992), è stato uno sceneggiatore italiano.

## Biografia
Dopo una gavetta come giornalista, negli anni '50 comincia a lavorare come sceneggiatore, scrivendo il film di Aldo Vergano La grande rinuncia. Collabora poi, fra gli altri, coi registi Sergio Corbucci, Mario Amendola e Umberto Lenzi, legandosi in particolare a Mario Costa, con cui, fino al 1965, realizzerà sette film che spaziano dal dramma al western, passando anche per la commedia.
Nel 1964 partecipa alla sceneggiatura di un film con Totò per la regia di Fernando Cerchio, Totò contro il pirata nero. Dalla metà degli anni '60 si specializza nel western all'italiana, genere a cui resterà fedele, eccettuate un paio di escursioni nell'action, fino a fine carriera.
Nel 1956 dirige il suo unico film come regista, la commedia sentimentale I vagabondi delle stelle, di cui è anche sceneggiatore.

## Filmografia

### Sceneggiatore
- La grande rinuncia, regia di Aldo Vergano (1951)
- Sangue sul sagrato, regia di Goffredo Alessandrini (1951)
- Siamo ricchi e poveri, regia di Siro Marcellini (1953)
- Gioventù alla sbarra, regia di Ferruccio Cerio (1953)
- Due soldi di felicità, regia di Roberto Amoroso (1954)
- Acque amare, regia di Sergio Corbucci (1954)
- La peccatrice dell'isola, regia di Sergio Corbucci (1954)
- Porta un bacione a Firenze, regia di Camillo Mastrocinque (1955)
- Torna piccina mia!, regia di Carlo Campogalliani (1955)
- I vagabondi delle stelle, anche regia (1956)
- Addio sogni di gloria, regia di Giuseppe Vari (1957)
- La canzone più bella, regia di Ottorino Franco Bertolini (1957)
- Addio per sempre, regia di Mario Costa (1957)
- Valentino, regia di Antonio Giulio Borghesi - cortometraggio (1958)
- Via col... paravento, regia di Mario Costa (1958)
- Psicanalista per signora (Le confident de ces dames), regia di Jean Boyer (1959)
- Spavaldi e innamorati, regia di Giuseppe Vari (1959)
- I Reali di Francia, regia di Mario Costa (1959)
- Il terrore dei barbari, regia di Carlo Campogalliani (1959)
- A qualcuna piace calvo, regia di Mario Amendola (1960)
- Meravigliosa (Los dos rivales), regia di Carlos Arévalo e Siro Marcellini (1960)
- La Venere dei pirati, regia di Mario Costa (1960)
- Il conquistatore di Corinto, regia di Mario Costa (1961)
- Drakut il vendicatore, regia di Luigi Capuano (1961)
- La leggenda di Enea, regia di Giorgio Rivalta (1962)
- I normanni, regia di Giuseppe Vari (1962)
- Il figlio dello sceicco, regia di Mario Costa (1962)
- I pirati della Malesia, regia di Umberto Lenzi (1964)
- Totò contro il pirata nero, regia di Fernando Cerchio (1964)
- Colorado Charlie, regia di Roberto Mauri (1965)
- Buffalo Bill - L'eroe del Far West, regia di Mario Costa (1965)
- Jerry Land - Cacciatore di spie (Anónima de asesinos), regia di Juan de Orduña (1966)
- Un uomo e una colt (Un hombre y un colt), regia di Tulio Demicheli (1967)
- Segretissimo, regia di Fernando Cerchio (1967)
- Tutto per tutto, regia di Umberto Lenzi (1968)
- E continuavano a chiamarlo figlio di... (El Zorro justiciero), regia di Rafael Romero Marchent (1969)
- Arriva Sabata!..., regia di Tulio Demicheli (1970)
- W Django!, regia di Edoardo Mulargia (1971)
- Tequila! (Uno, dos, tres... dispara otra vez), regia di Tulio Demicheli (1973)

### Regista
- I vagabondi delle stelle (1956)